# Arzon
Arzon (in bretone: Arzhon-Rewiz) è un comune francese di 2 191 abitanti situato nel dipartimento del Morbihan, nella regione della Bretagna. Il comune, che si trova sull'estremità occidentale della penisola di Rhuys, formando egli stesso una piccola penisola, si affaccia sul golfo di Morbihan, sul quale ha anche un porto: Port-Navalo.

## Società

### Evoluzione demografica
Abitanti censiti